# Lydia Sayer Hasbrouck
Lydia Sayer Hasbrouck, née le 20 décembre 1827 à New York et morte le 24 août 1910 à Middletown , est une hydrothérapeute américaine. Elle défend la réforme vestimentaire qui prône des vêtements laissant une liberté de mouvement aux femmes et fonde le périodique The Sibyl consacré à ce sujet. Elle est par ailleurs membre, et un temps présidente, de la National Dress Reform Association qui milite dans le même sens.  Élue au conseil d'éducation de Middletown, New York, en 1880, elle est une des premières femmes à occuper un poste électif aux États-Unis.

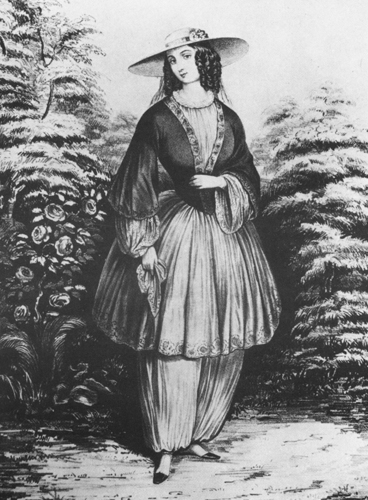
Femme portant le bloomer, années 1850

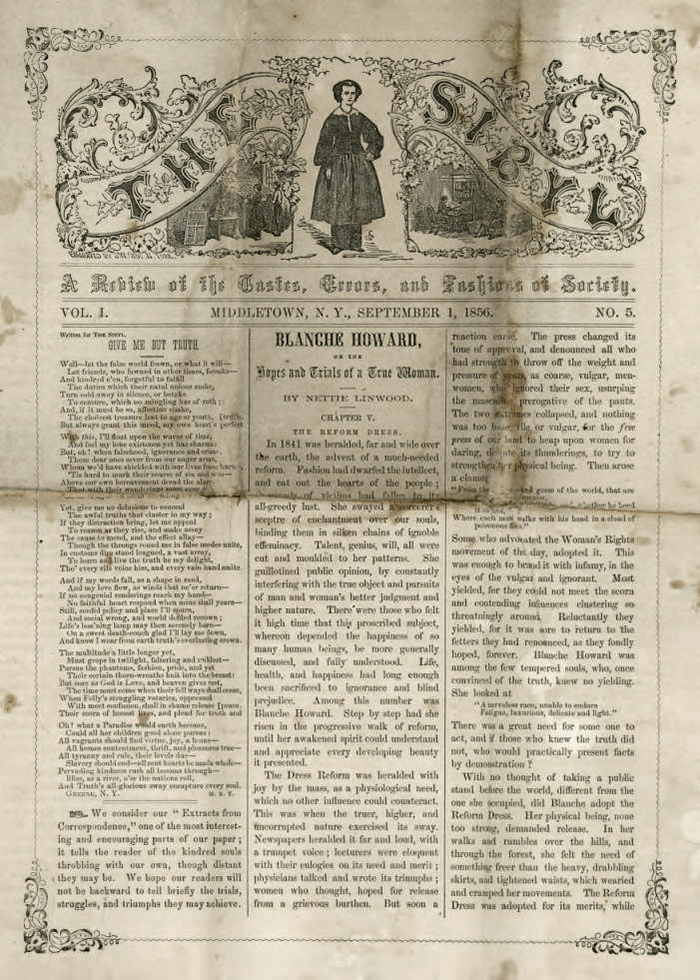
The Sibyl, vol. 1, no 5, 1er septembre 1856

## Biographie

### Jeunesse et formation
Lydia Sayer est née le 20 décembre 1827 près du hameau de Bellvale (en), dans l’État de New York. Elle est la cinquième des huit enfants de Rebecca Forshee et de Benjamin Sayer, agriculteur et distillateur. Dès son enfance, elle se distingue par son esprit indépendant et téméraire,,.   

### Le bloomer et l'engagement féministe
En 1849, elle adopte le port du bloomer ou vêtement de réforme, une adaptation du pantalon turc avec une jupe jusqu'aux genoux, adopté à cette époque par certaines militantes féministes et des sportives pour la liberté de mouvement qu'il permet.
Lorsqu'elle postule au séminaire Seward en Floride, une réunion est convoquée pour examiner la compatibilité de sa tenue vestimentaire avec son inscription. En raison de la considération portée à sa famille, on veut bien l'accepter mais à condition qu'elle renonce à porter ce vêtement, ce qu'elle refuse de faire. Elle termine donc ses études dans un autre établissement, à l'Académie Elmira. Elle raconte plus tard que cette expérience l'a renforcée dans ses convictions féministes :  « En sortant de l'entretien avec ce comité, [...] j'ai baigné mon âme dans une agonie de larmes et de prières silencieuses [...], j'étais alors jeune et j'avais souvent pensé que ce n'était pas la robe qui faisait l'homme ; j'apprenais maintenant avec amertume que c'était la partie principale de la femme. Ce traitement m'a ancrée dans les rangs des défenseurs des droits des femmes, et lorsque j'ai quitté cet endroit, j'ai fait le vœu que je resterai ou tomberai dans la bataille pour la liberté et l'égalité physique, politique et éducative des femmes. J'ai senti que s'il y avait jamais eu un principe qui justifiait que les hommes et les femmes aillent au bûcher et se battent plutôt que d'y renoncer, ce principe c'était maintenant à moi de le défendre ; et quoi qu'il arrive, je resterai fidèle à ses exigences. »,.
Elle portera le vêtement de réforme toute sa vie, y compris à son mariage.  
Elle poursuit donc ses études à l'Académie Elmira, puis étudie l'hydropathie au Hygeio-Therapeutic College (en) de New York, d'où elle obtient son diplôme. Les hydropathes prônent des méthodes alternatives pour une meilleure santé, basées sur la prévention. L'eau, l'exercice et l'alimentation sont les trois piliers de leurs thérapies. C'est donc tout naturellement qu'ils rejettent les vêtements lourds et contraignants de l'époque, qui rendent les femmes immobiles et perpétuellement essoufflée et deviennent des défenseurs parmi les plus actifs de la réforme vestimentaire aux États-Unis.  
Lydia Sayer déménage à Washington, DC, où elle pratique l'hydrothérapie et devient correspondante de presse, écrivant, entre autres, pour le Washington Star.  
En 1856, John Whitbeck Hasbrouck (1826–1906), fondateur et rédacteur en chef de la maison d'édition réformiste Middletown Whig Press, l'invite à participer à une tournée de conférences sur la réforme vestimentaire. Ils se marient quelques mois plus tard, le 27 juillet 1856. Pour son mariage, Lydia Hasbrouck porte une version blanche de son vêtement. Ils s'installent à Middletown, où ils construisent une maison octogonale inspirée des idées du phrénologue Orson Squire Fowler (en).   Lydia et John Hasbrouck ont trois enfants, Daisy (décédée enfant), Sayer et Burt,.

### Le journal The Sibyl
John Hasbrouck l'aide à créer son périodique féministe, The Sibyl, dont elle est l'éditrice. Sous-titré « A Review of the Tastes, Errors and Fashions of Society » (Une revue des goûts, des erreurs et des modes de la société),  The Sibyl soutient la supériorité des vêtements de la réforme sur les vêtements traditionnels de l'époque. Lydia Hasbrouck estime que les femmes ne peuvent pas rivaliser à armes égales avec les hommes tant qu'elles seront gênées par les vêtements encombrants et peu pratiques de l'époque. Sous sa direction, le périodique est extrêmement personnel et inclut des informations sur la santé de sa famille, des informations sur les activités de la ferme familiale et fait la promotion des principes de l'hydrothérapie.
Le journal est considéré comme l'organe de la National Dress Reform Association, fondée en 1856, dont Lydia Hasbrouck est membre et aussi présidente de 1863 à 1865. Parmi ses contributeurs figure la suffragiste Lucy Stone. Entre autres choses, il publie les noms de près d'un millier de femmes à travers le pays qui ont adopté la réforme vestimentaire,. 
The Sibyl plaide également, plus généralement, pour les droits des femmes, notamment le suffrage universel, la formation médicale des femmes et l'amélioration de leur éducation. 
D'abord bimensuel, The Sibyl devient mensuel en 1861. Cependant, devant les critiques et les moqueries au sujet de la réforme vestimentaire, des dirigeantes du mouvement pour les droits des femmes s'éloignent du mouvement de réforme vestimentaire. Le climat politique et social devient aussi plus conservateur et les réformateurs vestimentaires se retrouvent isolés des autres mouvements sociaux. Lydia Hasbrouck qui porte l'essentiel de la responsabilité du journal, gère aussi une carrière médicale et l'éducation de ses enfants, est fatiguée. 
Le dernier numéro du journal paraît en juin 1864. Lydia continue d'être active dans le mouvement de réforme vestimentaire et prend la présidence de la Dress Reform Association en 1864 .
Lydia Harbouck continue d'aider son mari avec son propre journal, Whig Press, jusqu'en 1868, date de sa vente. Le couple travaille brièvement dans le journalisme réformateur au sein d'un périodique intitulé Liberal Sentinel. 

### Grêve de l'impôt
Lydia Hasbrouck soutient que les femmes ne devraient pas payer d'impôts tant qu'elles sont traitées comme des citoyennes inférieures. Elle-même refuse de payer des impôts pendant un certain nombre d'années. Il se raconte qu'un percepteur aurait réussi à voler une tenue Bloomer chez elle pour la mettre en vente afin d'éponger ses dettes. Il y renonce finalement après qu'elle l'ait traité de filou dans un éditorial de The Sibyl. En 1863 cependant, elle est condamnée à travailler plusieurs jours sur un chantier d'autoroute parce qu'elle refuse de payer une taxe routière,.

### Fonction élective
En 1880, l'État de New York promulgue une loi autorisant les femmes à voter et à occuper des fonctions scolaires. Lydia Hasbrouck est alors élue au conseil scolaire de Middletown, devenant ainsi la première femme américaine à occuper une fonction élective,. 
Au milieu des années 1880, elle travaille dans le secteur immobilier et joue un rôle important dans l'établissement d'un ensemble de magasins et de bureaux dans le centre-ville de Middletown,. 
Lydia Hasbrouck décède le 24 août 1910, à l'âge de 83 ans, d'une parésie. Elle est inhumée à Warwick, conformément à ses vœux,.

## Postérité
La rue Hasbrouck à Middletown qui traverse leur propriété est nommée d'après Lydia et John Hasbrouck dans les années 1860. Leur maison octogonale, la seule jamais construite à Middletown, est démolie en 1919 afin de construire l'école Memorial.  

### Pages connexes
- Réforme vestimentaire
- Résistance fiscale
- National Dress Reform Association